# آلگیمانتاس شالنا
آلگیمانتاس شالنا (انگلیسی: Algimantas Šalna؛ زادهٔ ۱۲ سپتامبر ۱۹۵۹) ورزشکار دوگانه لیتوانیایی‌تبار اهل شوروی بود.
شالنا در مسابقات جهانی در بخش امدادی در سال‌های ۱۹۸۳ و ۱۹۸۵ مدال‌های طلا را به دست آورد. وی همچنین به‌عنوان عضوی از تیم امدادی شوروی، مدال طلای المپیک زمستانی ۱۹۸۴ را به دست آورد. او اولین ورزشکار متولد لیتوانی بود که مدال را در مسابقات المپیک زمستانی کسب کرد.
وی در سال ۱۹۹۱ به ایالات متحده نقل مکان کرد و مربی تیم‌های المپیک بیاتلون ایالات متحده در سال‌های ۱۹۹۴، ۱۹۹۸، ۲۰۰۲ و ۲۰۰۶ بود.